# Söl
Söl, Palmaria palmata, även kallad rödsallat, är en ätbar rödalgsart som först beskrevs av Carl von Linné, men har fått sitt nu gällande namn av Friedrich Weber och Daniel Matthias Heinrich Mohr. Tidigare benämndes arten Rhodymenia palmata och fördes till släktet Rhodophyta. Söl förs nu istället till släktet Palmaria och familjen Palmariaceae. Den växer längs Atlantens and Stilla havets nordliga kuster. 

## Beskrivning
Den uppresta bålen av söl växer fäst med en kort diskret stjälk och ett skivformigt fäste till stenar eller epifytiskt till stjälken av exempelvis brunalger i släktet Laminaria. Bladen varierar i färg från djupt rosenfärgade till rödaktigt lila och är relativt läderartade i texturen. Det platta bladet blir gradvis bredare mot toppen och delar sig i breda flikar. Bladen varierar i storlek upp till 50 cm långa och 3-8 cm i breda och kan ha platta, kilformade proliferationer längs kanterna.
Söl liknar en annan rödalg, köttblad, Dilsea carnosa, men köttblad är ännu mer läderartad med blad upp till 30 cm långa och 20 cm breda. I motsats till söl är den inte förgrenad och har inte proliferationer längs kanterna av bladen, dock kan äldre blad flika sig.

## Livscykel
Söl har en för rödalger mycket ovanlig livscykel som fram till 1980 inte var helt klarlagd. Tetrasporer sitter i spridda sori (sporgömmesamlingar) på den mogna plantan, som är diploid. Spermatiala sori förekommer spridda över större delen av bålen på han-plantan (encellig), som är haploid. Den honliga gametofyten är mycket liten, förkrympt eller övertäckt med en skorpa. Carpogonia, de honliga cellkärorna, förekommer som enskilda celler i de unga plantorna. De hanliga plantorna är bladliknande och producerar spermatia som befruktar carpogonia på den honliga skorpan. Efter befruktningen växer den diploida plantan ovanpå honplantan och utvecklas till sin tetrasporangiala diploida fas fäst på den honliga gametofyten. Den vuxna tetrasporofyten producerar tetrasporer meiotiskt.

## Utbredning
Söl är den enda arten i Palmaria-släktet som påträffas längs europeiska Atlantkusten. Den växer från Portugal till Östersjöns kuster och längs Islands och Färöarnas kuster. Den finns också längs Rysslands arktiska kust, arktiska Kanada, Alaska, Japan och Korea. Fynd av P. palmata i Kalifornien bör snarare vara en annan art, Palmaria mollis.

## Historiskt
De tidigaste uppgifterna som finns om arten är att S:t Columba-munkarna skördade den på 600-talet.

## Söl som föda

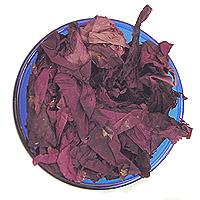
Söl

Söl är rik på vitaminer och mineraler jämfört med andra grönsaker, innehåller alla spårämnen kroppen behöver och har ett högt proteininnehåll.
Söl kan ätas direkt från klipporna där den växer eller soltorkas. Soltorkad söl kan ätas som den är eller malas till flagor eller pulver. Pulver eller flagor kan tillsättas i bröd- eller pizzadeg. Finhackad söl kan användas som smakförstärkare istället för natriumglutamat, bland annat i grytor och kötträtter så som Chili con carne. På Island är det tradition att äta söl med smör och där har söl varit en viktig kostfiberkälla genom århundradena. Andra exempel på tillagningar är stekning, snabb upphettning så att det blir som chips eller gratinering i ugn med ost. Söl kan också användas i soppor, smörgåsar och sallader.   
Söl används även som djurfoder.

## Parasiter och sjukdomar
Det förekommer gallbildningar, troligen orsakade av parasitiska nematoder, hoppkräftor eller bakterier.,